# Campionato asiatico e oceaniano maschile di pallavolo 2023
Il campionato asiatico e oceaniano maschile di pallavolo 2023 si è svolto dal 19 al 26 agosto 2023 a Urmia, in Iran: al torneo hanno partecipato diciassette squadre nazionali asiatiche e oceaniane e la vittoria finale è andata per la decima volta al Giappone.

## Impianti
|                                                                 |                                                                                           |  |
|                                                                 |                                                                                           |  |
| Ghadir Arena Città: Urmia Capienza: 6 000 Anno d'apertura: 2007 | Palazzetto dello sport Shahidan Ahandoust Città: Urmia Capienza: 3 000 Anno d'apertura: - |  |

## Regolamento

### Formula
La formula ha previsto:
- Prima fase, disputata con gironi all'italiana: le prime due classificate di ogni girone hanno acceduto alla fase finale per il primo posto, le tre peggiori ultime classificate hanno acceduto ai quarti di finale per il tredicesimo posto mentre le due migliori ultime classificate hanno acceduto alle semifinali per il tredicesimo posto.
- Fase finale, disputata con:
  - Fase finale per il primo posto, giocata con ottavi di finale, quarti di finale, semifinali, finale per il terzo posto e finale; le sconfitte aglii ottavi di finale hanno acceduto alla fase finale per il settimo posto (le peggiori quattro classificate nella prima fase hanno acceduto ai quarti di finale per il settimo posto, le migliori due classificate nella prima fase hanno acceduto alle semifinali per il settimo posto) mentre le sconfitte ai quarti di finale hanno acceduto alla finale per il quinto posto.
  - Finale per il quinto posto.
  - Fase finale per il settimo posto, giocata con quarti di finale, semifinali, finale per il settimo posto e finale per il quinto posto; le sconfitte ai quarti di finale hanno acceduto alla finale per l'undicesimo posto.
  - Finale per l'undicesimo posto.
  - Fase finale per il tredicesimo posto, giocata con quarti di finale, semifinali, finale per il quindicesimo posto e finale per il tredicesimo posto.

### Criteri di classifica
Se il risultato finale è stato di 3-0 o 3-1 sono stati assegnati 3 punti alla squadra vincente e 0 a quella sconfitta, se il risultato finale è stato di 3-2 sono stati assegnati 2 punti alla squadra vincente e 1 a quella sconfitta.
L'ordine del posizionamento in classifica è stato definito in base a:
- Numero di partite vinte;
- Punti;
- Ratio dei set vinti/persi;
- Ratio dei punti realizzati/subiti;
- Risultati degli scontri diretti.

## Squadre partecipanti
| Squadra       | Qualificazione                              | Ultima partecipazione    |
| ------------- | ------------------------------------------- | ------------------------ |
| Afghanistan   | Wild card (CAVA)                            | Emirati Arabi Uniti 2013 |
| Bahrein       | 10ª al campionato asiatico e oceaniano 2019 | Giappone 2021            |
| Bangladesh    | Wild card (CAVA)                            | Thailandia 1993          |
| Cina          | 3ª al campionato asiatico e oceaniano 2019  | Giappone 2021            |
| Corea del Sud | 8ª al campionato asiatico e oceaniano 2019  | Giappone 2021            |
| Giappone      | 2ª al campionato asiatico e oceaniano 2019  | Giappone 2021            |
| Hong Kong     | Wild card (EAZVA)                           | Giappone 2021            |
| India         | 9ª al campionato asiatico e oceaniano 2019  | Giappone 2021            |
| Indonesia     | Wild card (SEAVA)                           | Iran 2019                |
| Iran          | Paese organizzatore                         | Giappone 2021            |
| Iraq          | Wild card (WAVA)                            | Indonesia 2017           |
| Kazakistan    | 11ª al campionato asiatico e oceaniano 2019 | Giappone 2021            |
| Mongolia      | Wild card (EAZVA)                           | Debutto                  |
| Pakistan      | 7ª al campionato asiatico e oceaniano 2019  | Giappone 2021            |
| Qatar         | 5ª al campionato asiatico e oceaniano 2019  | Giappone 2021            |
| Taipei cinese | 4ª al campionato asiatico e oceaniano 2019  | Giappone 2021            |
| Thailandia    | Wild card (SEAVA)                           | Giappone 2021            |
| Uzbekistan    | 13ª al campionato asiatico e oceaniano 2019 | Giappone 2021            |

## Torneo

### Prima fase
| Girone A  | Girone B   | Girone C   | Girone D      | Girone E    |
| --------- | ---------- | ---------- | ------------- | ----------- |
| Hong Kong | Giappone   | Cina       | Bahrein       | Afghanistan |
| Iran      | Thailandia | Indonesia  | Taipei cinese | India       |
| Iraq      | Uzbekistan | Kazakistan | -             | Qatar       |

| Girone F      |
| ------------- |
| Bangladesh    |
| Corea del Sud |
| Pakistan      |

#### Girone A

##### Risultati
| 19 agosto 2023 Palazzetto dello sport Ahandoust, Urmia Durata: ? - Spettatori: 350 | Iraq | 2 - 3 | Hong Kong | 21-25, 16-25, 25-14, 25-22, 12-15 |
| 20 agosto 2023 Ghadir Arena, Urmia Durata: 1h:15 - Spettatori: 7 000               | Iran | 3 - 0 | Hong Kong | 25-14, 25-15, 25-16               |
| 21 agosto 2023 Ghadir Arena, Urmia Durata: 1h:39 - Spettatori: 6 000               | Iraq | 1 - 3 | Iran      | 25-19, 12-25, 15-25, 14-25        |

##### Classifica
| Pos. | Squadra   | Pt | G | V | P | SV | SP | Ratio | PF  | PS  | Ratio |
| ---- | --------- | -- | - | - | - | -- | -- | ----- | --- | --- | ----- |
| 1.   | Iran      | 6  | 2 | 2 | 0 | 6  | 1  | 6,000 | 169 | 111 | 1,522 |
| 2.   | Iraq      | 2  | 2 | 1 | 1 | 4  | 5  | 0,800 | 167 | 193 | 0,865 |
| 3.   | Hong Kong | 1  | 2 | 0 | 2 | 2  | 6  | 0,333 | 144 | 176 | 0,818 |

      Qualificata alla fase finale per il primo posto.
      Qualificata alle semifinali per il tredicesimo posto.

#### Girone B

##### Risultati
| 19 agosto 2023 Ghadir Arena, Urmia Durata: 1h:21 - Spettatori: 1 200 | Giappone   | 3 - 0 | Thailandia | 25-19, 25-21, 25-22 |
| 20 agosto 2023 Ghadir Arena, Urmia Durata: 1h:06 - Spettatori: 1 500 | Uzbekistan | 0 - 3 | Giappone   | 8-25, 19-25, 13-25  |
| 21 agosto 2023 Ghadir Arena, Urmia Durata: 1h:17 - Spettatori: 1 000 | Thailandia | 3 - 0 | Uzbekistan | 25-17, 25-20, 25-16 |

##### Classifica
| Pos. | Squadra    | Pt | G | V | P | SV | SP | Ratio | PF  | PS  | Ratio |
| ---- | ---------- | -- | - | - | - | -- | -- | ----- | --- | --- | ----- |
| 1.   | Giappone   | 6  | 2 | 2 | 0 | 6  | 0  | MAX   | 150 | 102 | 1,470 |
| 2.   | Thailandia | 3  | 2 | 1 | 1 | 3  | 3  | 1,000 | 137 | 128 | 1,070 |
| 3.   | Uzbekistan | 0  | 2 | 0 | 2 | 0  | 6  | 0,000 | 93  | 150 | 0,620 |

      Qualificata alla fase finale per il primo posto.
      Qualificata ai quarti di finale per il tredicesimo posto.

#### Girone C

##### Risultati
| 19 agosto 2023 Palazzetto dello sport Ahandoust, Urmia Durata: ? - Spettatori: 600     | Indonesia  | 2 - 3 | Cina       | 22-25, 25-22, 19-25, 28-26, 13-15 |
| 20 agosto 2023 Palazzetto dello sport Ahandoust, Urmia Durata: 1h:48 - Spettatori: 500 | Kazakistan | 1 - 3 | Indonesia  | 26-24, 19-25, 12-25, 21-25        |
| 21 agosto 2023 Palazzetto dello sport Ahandoust, Urmia Durata: 1h:58 - Spettatori: 200 | Cina       | 3 - 2 | Kazakistan | 20-25, 25-17, 22-25, 25-17, 15-12 |

##### Classifica
| Pos. | Squadra    | Pt | G | V | P | SV | SP | Ratio | PF  | PS  | Ratio |
| ---- | ---------- | -- | - | - | - | -- | -- | ----- | --- | --- | ----- |
| 1.   | Cina       | 4  | 2 | 2 | 0 | 6  | 4  | 1,500 | 220 | 203 | 1,083 |
| 2.   | Indonesia  | 4  | 2 | 1 | 1 | 5  | 4  | 1,250 | 206 | 191 | 1,078 |
| 3.   | Kazakistan | 1  | 2 | 0 | 2 | 3  | 6  | 0,500 | 174 | 206 | 0,844 |

      Qualificata alla fase finale per il primo posto.
      Qualificata ai quarti di finale per il tredicesimo posto.

#### Girone D

##### Risultati
| 19 agosto 2023 Palazzetto dello sport Ahandoust, Urmia Durata: 2h:23 - Spettatori: 250 | Bahrein | 2 - 3 | Taipei cinese | 25-23, 25-22, 21-25, 22-25, 11-15 |

##### Classifica
| Pos. | Squadra       | Pt | G | V | P | SV | SP | Ratio | PF  | PS  | Ratio |
| ---- | ------------- | -- | - | - | - | -- | -- | ----- | --- | --- | ----- |
| 1.   | Taipei cinese | 2  | 1 | 1 | 0 | 3  | 2  | 1,500 | 110 | 104 | 1,058 |
| 2.   | Bahrein       | 1  | 1 | 0 | 1 | 2  | 3  | 0,666 | 104 | 110 | 0,945 |

      Qualificata alla fase finale per il primo posto.

#### Girone E

##### Risultati
| 19 agosto 2023 Ghadir Arena, Urmia Durata: 1h:22 - Spettatori: 750                     | Qatar       | 3 - 0 | India       | 25-20, 25-19, 25-19        |
| 20 agosto 2023 Ghadir Arena, Urmia Durata: ? - Spettatori: 5 000                       | Afghanistan | 0 - 3 | Qatar       | 19-25, 16-25, 19-25        |
| 21 agosto 2023 Palazzetto dello sport Ahandoust, Urmia Durata: 1h:42 - Spettatori: 200 | India       | 3 - 1 | Afghanistan | 25-15, 25-23, 23-25, 25-19 |

##### Classifica
| Pos. | Squadra     | Pt | G | V | P | SV | SP | Ratio | PF  | PS  | Ratio |
| ---- | ----------- | -- | - | - | - | -- | -- | ----- | --- | --- | ----- |
| 1.   | Qatar       | 6  | 2 | 2 | 0 | 6  | 0  | MAX   | 150 | 112 | 1,339 |
| 2.   | India       | 3  | 2 | 1 | 1 | 3  | 4  | 0,750 | 156 | 157 | 0,993 |
| 3.   | Afghanistan | 0  | 2 | 0 | 2 | 1  | 6  | 0,166 | 136 | 173 | 0,786 |

      Qualificata alla fase finale per il primo posto.
      Qualificata ai quarti di finale per il tredicesimo posto.

#### Girone F

##### Risultati
| 19 agosto 2023 Ghadir Arena, Urmia Durata: 1h:17 - Spettatori: 800                     | Bangladesh    | 0 - 3 | Corea del Sud | 19-25, 22-25, 19-25        |
| 20 agosto 2023 Palazzetto dello sport Ahandoust, Urmia Durata: 1h:15 - Spettatori: 200 | Pakistan      | 3 - 0 | Bangladesh    | 25-16, 25-14, 25-22        |
| 21 agosto 2023 Ghadir Arena, Urmia Durata: 2h:05 - Spettatori: 6 000                   | Corea del Sud | 3 - 1 | Pakistan      | 26-28, 25-20, 32-30, 25-22 |

##### Classifica
| Pos. | Squadra       | Pt | G | V | P | SV | SP | Ratio | PF  | PS  | Ratio |
| ---- | ------------- | -- | - | - | - | -- | -- | ----- | --- | --- | ----- |
| 1.   | Corea del Sud | 6  | 2 | 2 | 0 | 6  | 1  | 6,000 | 183 | 160 | 1,143 |
| 2.   | Pakistan      | 4  | 2 | 1 | 1 | 4  | 3  | 1,333 | 175 | 160 | 1,093 |
| 3.   | Bangladesh    | 0  | 2 | 0 | 2 | 0  | 6  | 0,000 | 112 | 150 | 0,746 |

      Qualificata alla fase finale per il primo posto.
      Qualificata alle semifinali per il tredicesimo posto.

### Fase finale

#### Finale 1º e 3º posto
|  | Ottavi di finale | Ottavi di finale | Ottavi di finale |  |  | Quarti di finale | Quarti di finale | Quarti di finale |       |   | Semifinali | Semifinali | Semifinali |          |   | Finale          | Finale          | Finale          |  |
|  |                  |                  |                  |  |  |                  |                  |                  |       |   |            |            |            |          |   |                 |                 |                 |  |
|  | 1A               | Iran             | 3                |  |  |                  |                  |                  |       |   |            |            |            |          |   |                 |                 |                 |  |
|  | 2F               | Pakistan         | 0                |  |  | 1A               | Iran             | -                |       |   |            |            |            |          |   |                 |                 |                 |  |
|  |                  |                  |                  |  |  | -                | Bye              | -                |       |   |            |            |            |          |   |                 |                 |                 |  |
|  |                  |                  |                  |  |  |                  |                  |                  |       |   | 1A         | Iran       | 3          |          |   |                 |                 |                 |  |
|  | 1C               | Cina             | 3                |  |  |                  |                  | 1C               | Cina  | 0 |            |            |            |          |   |                 |                 |                 |  |
|  | 2E               | India            | 2                |  |  | 1C               | Cina             | 3                |       |   |            |            |            |          |   |                 |                 |                 |  |
|  | 1F               | Corea del Sud    | 3                |  |  | 1F               | Corea del Sud    | 1                |       |   |            |            |            |          |   |                 |                 |                 |  |
|  | 2C               | Indonesia        | 2                |  |  |                  |                  |                  |       |   | 1A         | Iran       | 0          |          |   |                 |                 |                 |  |
|  | 1B               | Giappone         | 3                |  |  |                  |                  |                  |       |   |            |            | 1B         | Giappone | 3 |                 |                 |                 |  |
|  | 2D               | Bahrein          | 0                |  |  | 1B               | Giappone         | -                |       |   |            |            |            |          |   |                 |                 |                 |  |
|  |                  |                  |                  |  |  | -                | Bye              | -                |       |   |            |            |            |          |   |                 |                 |                 |  |
|  |                  |                  |                  |  |  |                  |                  |                  |       |   | 1B         | Giappone   | 3          |          |   | Finale 3º posto | Finale 3º posto | Finale 3º posto |  |
|  | 1D               | Taipei cinese    | 3                |  |  |                  |                  | 1E               | Qatar | 1 |            |            |            |          |   |                 |                 |                 |  |
|  | 2A               | Iraq             | 0                |  |  | 1D               | Taipei cinese    | 0                |       |   |            |            |            |          |   | 1C              | Cina            | 0               |  |
|  | 1E               | Qatar            | 3                |  |  | 1E               | Qatar            | 3                |       |   | 1E         | Qatar      | 3          |          |   |                 |                 |                 |  |
|  | 2B               | Thailandia       | 0                |  |  |                  |                  |                  |       |   |            |            |            |          |   |                 |                 |                 |  |

##### Ottavi di finale
| 23 agosto 2023 Ghadir Arena, Urmia Durata: 2h:18 - Spettatori: 1 000                     | Corea del Sud | 3 - 2 | Indonesia  | 25-16, 19-25, 22-25, 25-19, 16-14 |
| 23 agosto 2023 Ghadir Arena, Urmia Durata: 1h:11 - Spettatori: 3 500                     | Giappone      | 3 - 0 | Bahrein    | 25-14, 25-14, 25-17               |
| 23 agosto 2023 Ghadir Arena, Urmia Durata: 1h:30 - Spettatori: 6 000                     | Qatar         | 3 - 0 | Thailandia | 25-23, 25-19, 25-22               |
| 23 agosto 2023 Palazzetto dello sport Ahandoust, Urmia Durata: 2h:17 - Spettatori: 500   | Cina          | 3 - 2 | India      | 31-29, 19-25, 25-18, 22-25, 15-13 |
| 23 agosto 2023 Ghadir Arena, Urmia Durata: 1h:12 - Spettatori: 8 000                     | Iran          | 3 - 0 | Pakistan   | 25-18, 25-15, 25-13               |
| 23 agosto 2023 Palazzetto dello sport Ahandoust, Urmia Durata: 1h:20 - Spettatori: 1 000 | Taipei cinese | 3 - 0 | Iraq       | 25-19, 25-18, 25-18               |

##### Quarti di finale
| 24 agosto 2023 Ghadir Arena, Urmia Durata: 1h:18 - Spettatori: 1 200 | Taipei cinese | 0 - 3 | Qatar         | 16-25, 15-25, 23-25        |
| 24 agosto 2023 Ghadir Arena, Urmia Durata: 1h:45 - Spettatori: 2 500 | Cina          | 3 - 1 | Corea del Sud | 21-25, 25-22, 28-26, 25-18 |

##### Semifinali
| 25 agosto 2023 Ghadir Arena, Urmia Durata: 1h:50 - Spettatori: 8 000 | Giappone | 3 - 1 | Qatar | 22-25, 25-18, 25-14, 28-26 |
| 25 agosto 2023 Ghadir Arena, Urmia Durata: 1h:24 - Spettatori: 7 000 | Iran     | 3 - 0 | Cina  | 25-20, 25-23, 25-23        |

##### Finale 3º posto
| 26 agosto 2023 Ghadir Arena, Urmia Durata: ? - Spettatori: ? | Cina | 0 - 3 | Qatar | 23-25, 19-25, 18-25 |

##### Finale
| 26 agosto 2023 Ghadir Arena, Urmia Durata: 1h:22 - Spettatori: 7 500 | Iran | 0 - 3 | Giappone | 20-25, 18-25, 18-25 |

#### Finale 5º posto
| 25 agosto 2023 Palazzetto dello sport Ahandoust, Urmia Durata: ? - Spettatori: 1 050 | Corea del Sud | 3 - 1 | Taipei cinese | 18-25, 25-23, 25-14, 25-19 |

#### Finale 7º e 9º posto
|  | Quarti di finale | Quarti di finale | Quarti di finale |            |    | Semifinali | Semifinali      | Semifinali      |                 |           | Finale 7º posto | Finale 7º posto | Finale 7º posto |  |
|  |                  |                  |                  |            |    |            |                 |                 |                 |           |                 |                 |                 |  |
|  |                  |                  |                  |            |    | 2F         | Pakistan        | 3               |                 |           |                 |                 |                 |  |
|  |                  |                  |                  |            |    | 2F         | Pakistan        | 3               |                 |           |                 |                 |                 |  |
|  |                  |                  | 2C               | Indonesia  | 2  |            |                 |                 |                 |           |                 |                 |                 |  |
|  | 2E               | India            | 2C               | Indonesia  | 2  | 0          |                 |                 |                 |           |                 |                 |                 |  |
|  | 2E               | India            |                  |            |    |            |                 |                 |                 |           |                 |                 |                 |  |
|  | 2C               | Indonesia        | 3                |            |    |            |                 |                 |                 |           |                 |                 |                 |  |
|  | 2C               | Indonesia        | 3                |            | 2F | Pakistan   | 3               |                 |                 |           |                 |                 |                 |  |
|  |                  |                  |                  |            |    |            |                 |                 |                 |           |                 |                 |                 |  |
|  |                  |                  | 2D               | Bahrein    | 1  |            |                 |                 |                 |           |                 |                 |                 |  |
|  |                  |                  |                  | Bahrein    | 1  |            |                 |                 |                 |           |                 |                 |                 |  |
|  |                  |                  |                  |            |    |            |                 |                 |                 |           |                 |                 |                 |  |
|  |                  |                  |                  |            |    |            |                 |                 |                 |           |                 |                 |                 |  |
|  |                  | 2D               | Bahrein          | 3          |    |            | Finale 9º posto | Finale 9º posto | Finale 9º posto |           |                 |                 |                 |  |
|  |                  |                  |                  | 3          |    |            |                 |                 |                 |           |                 |                 |                 |  |
|  |                  |                  | 2B               | Thailandia | 2  |            |                 |                 |                 |           |                 |                 |                 |  |
|  | 2A               | Iraq             | 2B               | Thailandia | 2  | 1          |                 |                 | 2C              | Indonesia | 3               |                 |                 |  |
|  | 2A               | Iraq             |                  |            |    |            |                 |                 | 2C              | Indonesia | 3               |                 |                 |  |
|  | 2B               | Thailandia       | 3                |            |    | 2B         | Thailandia      | 0               |                 |           |                 |                 |                 |  |

##### Quarti di finale
| 24 agosto 2023 Ghadir Arena, Urmia Durata: 1h:19 - Spettatori: 200 | India | 0 - 3 | Indonesia  | 29-31, 18-25, 12-25        |
| 24 agosto 2023 Ghadir Arena, Urmia Durata: 1h:57 - Spettatori: 500 | Iraq  | 1 - 3 | Thailandia | 25-22, 19-25, 20-25, 18-25 |

##### Semifinali
| 25 agosto 2023 Ghadir Arena, Urmia Durata: 2h:05 - Spettatori: 500   | Pakistan | 3 - 2 | Indonesia  | 19-25, 25-22, 23-25, 25-13, 15-12 |
| 25 agosto 2023 Ghadir Arena, Urmia Durata: 2h:06 - Spettatori: 3 000 | Bahrein  | 3 - 2 | Thailandia | 17-25, 20-25, 25-23, 25-21, 15-10 |

##### Finale 9º posto
| 26 agosto 2023 Palazzetto dello sport Ahandoust, Urmia Durata: 1h:22 - Spettatori: 250 | Indonesia | 3 - 0 | Thailandia | 25-21, 25-23, 25-21 |

##### Finale 7º posto
| 26 agosto 2023 Palazzetto dello sport Ahandoust, Urmia Durata: ? - Spettatori: 300 | Pakistan | 3 - 1 | Bahrein | 25-22, 21-25, 25-18, 25-18 |

#### Finale 11º posto
| 25 agosto 2023 Palazzetto dello sport Ahandoust, Urmia Durata: ? - Spettatori: 450 | India | 3 - 0 | Iraq | 25-17, 25-23, 25-16 |

#### Finale 13º e 15º posto
|  | Quarti di finale | Quarti di finale | Quarti di finale |             |    | Semifinali | Semifinali       | Semifinali       |                  |           | Finale 13º posto | Finale 13º posto | Finale 13º posto |  |
|  |                  |                  |                  |             |    |            |                  |                  |                  |           |                  |                  |                  |  |
|  |                  |                  |                  |             |    | 3A         | Hong Kong        | 0                |                  |           |                  |                  |                  |  |
|  |                  |                  |                  |             |    | 3A         | Hong Kong        | 0                |                  |           |                  |                  |                  |  |
|  |                  |                  | 3C               | Kazakistan  | 3  |            |                  |                  |                  |           |                  |                  |                  |  |
|  | 3B               | Uzbekistan       | 3C               | Kazakistan  | 3  | 1          |                  |                  |                  |           |                  |                  |                  |  |
|  | 3B               | Uzbekistan       |                  |             |    |            |                  |                  |                  |           |                  |                  |                  |  |
|  | 3C               | Kazakistan       | 3                |             |    |            |                  |                  |                  |           |                  |                  |                  |  |
|  | 3C               | Kazakistan       | 3                |             | 3C | Kazakistan | 3                |                  |                  |           |                  |                  |                  |  |
|  |                  |                  |                  |             |    |            |                  |                  |                  |           |                  |                  |                  |  |
|  |                  |                  | 3E               | Afghanistan | 1  |            |                  |                  |                  |           |                  |                  |                  |  |
|  |                  |                  |                  | Afghanistan | 1  |            |                  |                  |                  |           |                  |                  |                  |  |
|  |                  |                  |                  |             |    |            |                  |                  |                  |           |                  |                  |                  |  |
|  |                  |                  |                  |             |    |            |                  |                  |                  |           |                  |                  |                  |  |
|  |                  | 3F               | Bangladesh       | 1           |    |            | Finale 15º posto | Finale 15º posto | Finale 15º posto |           |                  |                  |                  |  |
|  |                  |                  |                  | 1           |    |            |                  |                  |                  |           |                  |                  |                  |  |
|  |                  |                  | 3E               | Afghanistan | 3  |            |                  |                  |                  |           |                  |                  |                  |  |
|  | 3E               | Afghanistan      | 3E               | Afghanistan | 3  | -          |                  |                  | 3A               | Hong Kong | 1                |                  |                  |  |
|  | 3E               | Afghanistan      |                  |             |    |            |                  |                  | 3A               | Hong Kong | 1                |                  |                  |  |
|  | -                | Bye              | -                |             |    | 3F         | Bangladesh       | 3                |                  |           |                  |                  |                  |  |

##### Quarti di finale
| 23 agosto 2023 Palazzetto dello sport Ahandoust, Urmia Durata: ? - Spettatori: ? | Uzbekistan | 1 - 3 | Kazakistan | 25-18, 23-25, 17-25, 19-25 |

##### Semifinali
| 24 agosto 2023 Palazzetto dello sport Ahandoust, Urmia Durata: 1h:14 - Spettatori: 100 | Hong Kong  | 0 - 3 | Kazakistan  | 18-25, 17-25, 17-25        |
| 24 agosto 2023 Palazzetto dello sport Ahandoust, Urmia Durata: 1h:49 - Spettatori: 120 | Bangladesh | 1 - 3 | Afghanistan | 25-22, 21-25, 23-25, 21-25 |

##### Finale 15º posto
| 25 agosto 2023 Palazzetto dello sport Ahandoust, Urmia Durata: ? - Spettatori: 200 | Hong Kong | 1 - 3 | Bangladesh | 22-25, 23-25, 25-20, 19-25 |

##### Finale 13º posto
| 25 agosto 2023 Palazzetto dello sport Ahandoust, Urmia Durata: ? - Spettatori: 400 | Kazakistan | 3 - 1 | Afghanistan | 23-25, 25-20, 25-17, 25-13 |

## Classifica finale
| Pos | Squadra       | Rosa |
| --- | ------------- | --- |
|     | Giappone      | Formazione: 1 Nishida, 2 Onodera, 4 Miyaura, 5 Ōtsuka, 6 Yamauchi, 8 Sekita, 10 K. Takahashi, 12 R. Takahashi, 13 Ogawa, 14 Ishikawa, 20 T. Yamamoto, 28 Ebadedan-Dan, 29 R. Yamamoto, 30 Kai, CT: Blain              |
|     | Iran          | Formazione: 2 Ebadipour, 5 Fallah, 6 Mousavi, 8 Hazratpour, 10 Esmaeilnezhad, 11 Kazemi, 14 Karimi, 17 Salehi, 18 Vadi, 19 Hossein Khanzadeh, 20 Homayounfarmanesh, 21 Salehi, 27 Valizadeh, 30 Nasri, CT: Ataei      |
|     | Qatar         | Formazione: 1 Oughlaf, 2 Diagne, 4 Ribeiro, 6 Georgiev, 7 Abunabot, 8 Widatalla, 9 Stevanović, 11 Vasić, 12 Dahi, 13 Raimi, 16 Ibrahim, 17 Noaman, 19 Mahmoud, 20 Alsharshani, CT: Soto                               |
| 4.  | Cina          | Formazione: 1 Wang D.c., 4 Li L., 5 Yang, 8 Guo, 18 Chen L.y., 19 Zhang G.h., 21 Miao, 23 Wang B., 25 Wen, 26 Zhang X.y., 27 Chen X.l., 28 Deng, 31 Li T.y., 33 Chen P.y., CT: Hou                                    |
| 5.  | Corea del Sud | Formazione: 1 Kim K.m., 2 Hwang T.e., 5 Park, 7 Heo, 8 Jung, 9 Lim, 10 Na, 11 Kim M.j., 12 Jeon, 15 Hwang S.b., 16 Jeong, 17 Im Don.-h., 19 Lee S.u., 20 Lee S.h., CT: Im Do-h.                                       |
| 6.  | Taipei cinese | Formazione: 1 Ko, 2 Jhang, 3 Li, 6 Tai, 9 Kao, 11 Wu T.h., 12 Sung, 13 Wu C.y., 14 Chang, 15 Chan, 16 Yen, 17 Lin, 19 Chen, 20 Tsai, CT: Branislav                                                                    |
| 7.  | Pakistan      | Formazione: 1 Hamad, 3 U. Ali, 4 Haidar, 7 Raza, 11 Mur. Khan, 12 B. Khan, 13 Naveed, 14 Zaheer, 15 Jehan, 16 A. Khan, 17 Yazman, 18 Mus. Khan, 19 N. Ali, 24 D. Ali, CT: Ramires                                     |
| 8.  | Bahrein       | Formazione: 2 Anan, 4 Al Khabbaz, 6 Ali, 7 Alafyah, 8 Abdulwahed, 9 Jasim, 10 Sultan, 11 Habib, 13 Ebrahim, 14 Salman, 15 Anan, 17 Yaqoob, 18 Haroon, 21 Alaiwi, CT: Wolochin                                         |
| 9.  | Indonesia     | Formazione: 1 Agustin, 3 Arabi, 4 Kurniawan, 6 Malizi, 8 Kilanta, 9 Haryono, 10 Putratama, 11 Akbar, 13 Zulfi, 14 Halim, 15 Zulfikri, 17 Anggara, 19 Abhinaya, 20 Irpan, CT: Jiang                                    |
| 10. | Thailandia    | Formazione: 4 Promchan, 5 Chuaymee, 8 Pinkaew, 9 Bhinijdee, 10 Wongtorn, 11 Sanhatham, 12 Thaweerat, 13 Maneewong, 14 Charoensuk, 16 Thanomnoi, 19 Upakam, 20 Khongrueng, 22 Phanram, 23 Chantajorn, CT: Park         |
| 11. | India         | Formazione: 1 Appavu, 4 V. Kumar, 5 Rai, 6 A, 8 Gulia, 9 R. Kumar, 10 Ashamatullah, 11 Varghese, 12 Parsad, 15 Rokhade, 17 Vinith, 18 E J, CT: Sarkar                                                                 |
| 12. | Iraq          | Formazione: 1 Kamoona, 2 Salih, 3 S. Mohammed, 4 Yasir, 6 Jabbar, 7 N. Mohammed, 8 Gharfour, 9 Abdulwahhab, 10 Nasser, 11 Matrawi, 12 Abdulhussein, 14 Ahmed, 18 Mundher, 19 Sabbar, CT: Salih                        |
| 13. | Kazakistan    | Formazione: 1 Boken, 5 Kempa, 9 Okunev, 10 Tleulin, 12 Kadirkhanov, 13 Kunchenko, 17 Pogrebnyak, 18 Vorivodin, 21 Ustinov, 23 Serik, 24 Nurmakhambetov, 25 Tavolzhanskiy, 55 Kuznecov, 77 Michshenko, CT: Grebennikov |
| 14. | Afghanistan   | Formazione: 1 Wardak, 2 Sultani, 3 Hafizi, 4 Mammozai, 5 Alokozay, 6 Asefi, 7 Hidari, 8 Chaparhari, 9 Kohistani, 10 Mohammadi, 11 Niazai, 12 Badloon, 13 Ghorzang, 20 Yusufi, CT: Saraghein                           |
| 15. | Bangladesh    | Formazione: 1 I. Hossain, 2 Sujon, 3 Roy, 4 Al Amin, 5 Biswas, 10 Tonmoy, 11 Ma. Hossain, 12 M.R. Hossain, 13 Hasan, 15 Hakim, 17 Mosharraf, 19 Ahmed, 20 M.N. Hossain, 21 Halder, CT: Aroji                          |
| 16. | Hong Kong     | Formazione: 1 Wong, 2 Lam, 3 Chiu, 4 Leung, 5 Wang, 7 So, 9 Chow, 10 Yuen, 11 Siu, 18 Tam, 19 Sio, 20 Cheung, 26 Pang, 35 Kwan, CT: Mihailović                                                                        |
| 17. | Uzbekistan    | Formazione: 1 Egamkulov, 2 Khosinov, 3 Yuldashev, 6 Akhtamov, 7 Kuchkorov, 8 Khakimov, 9 Khamroev, 10 Isamov, 11 Khushvaktov, 12 Rasulov, 13 Temirov, 14 Rakhimov, CT: Rakhimkulov                                    |

|  |  |  | Qualificata al campionato mondiale 2025. |

## Premi individuali
| Premio                | Nome               | Squadra  |
| --------------------- | ------------------ | -------- |
| MVP                   | Yūki Ishikawa      | Giappone |
| Miglior palleggiatore | Mohammad Vadi      | Iran     |
| Miglior opposto       | Amin Esmaeilnezhad | Iran     |
| Miglior schiacciatore | Ran Takahashi      | Giappone |
| Miglior schiacciatore | Wadidi Raimi       | Qatar    |
| Miglior centrale      | Belal Abunabot     | Qatar    |
| Miglior centrale      | Taishi Onodera     | Giappone |
| Miglior libero        | Yang Yiming        | Cina     |